# XOXO: From Love and Anxiety in Real Time
XOXO: From Love and Anxiety in Real Time è l'ottavo album in studio del gruppo musicale statunitense The Maine, pubblicato nel 2021.

## Tracce
1. Sticky – 2:58
2. Lips – 2:38
3. Love In Real Time – 1:50
4. High Forever – 3:00
5. April 7th – 3:16
6. If Your Light Goes Out – 2:57
7. Pretender – 3:05
8. Dirty, Pretty, Beautiful – 3:52
9. Anxiety In Real Time – 4:12
10. Face Towards The Sun – 4:34

## Formazione
- John O'Callaghan – voce, chitarra, piano
- Jared Monaco – chitarra
- Kennedy Brock – chitarra
- Garret Nickelsen – basso, sintetizzatore
- Pat Kirch – batteria